# Le Mesnillard
Le Mesnillard est une commune française, située dans le département de la Manche en région Normandie.

## Géographie

### Localisation
La commune se trouve dans la zone d'emploi d'Avranches et le bassin de vie de Saint-Hilaire-du-Harcouët.

### Communes limitrophes
Les communes limitrophes sont Reffuveille, Isigny-le-Buat, Juvigny les Vallées et Grandparigny.
| Isigny-le-Buat (commune associée de Montigny)          | Reffuveille, Chasseguey | Chasseguey  |
| Isigny-le-Buat (commune associée de Montigny) Martigny | du Mesnillard           | Chèvreville |
| Martigny                                               | Martigny                | Chèvreville |

### Géologie et relief
La superficie de la commune est de 9,75 km2 ; son altitude varie de 72  à   205 mètres.

### Hydrographie
La commune est située dans le bassin Seine-Normandie. Elle est drainée par la Douenne, un bras de la Douenne et le ruisseau du Repas,,.
La Douenne, d'une longueur de 14 km, prend sa source dans la commune de Reffuveille et se jette  dans la Sélune à Saint-Hilaire-du-Harcouët, après avoir traversé cinq communes. 

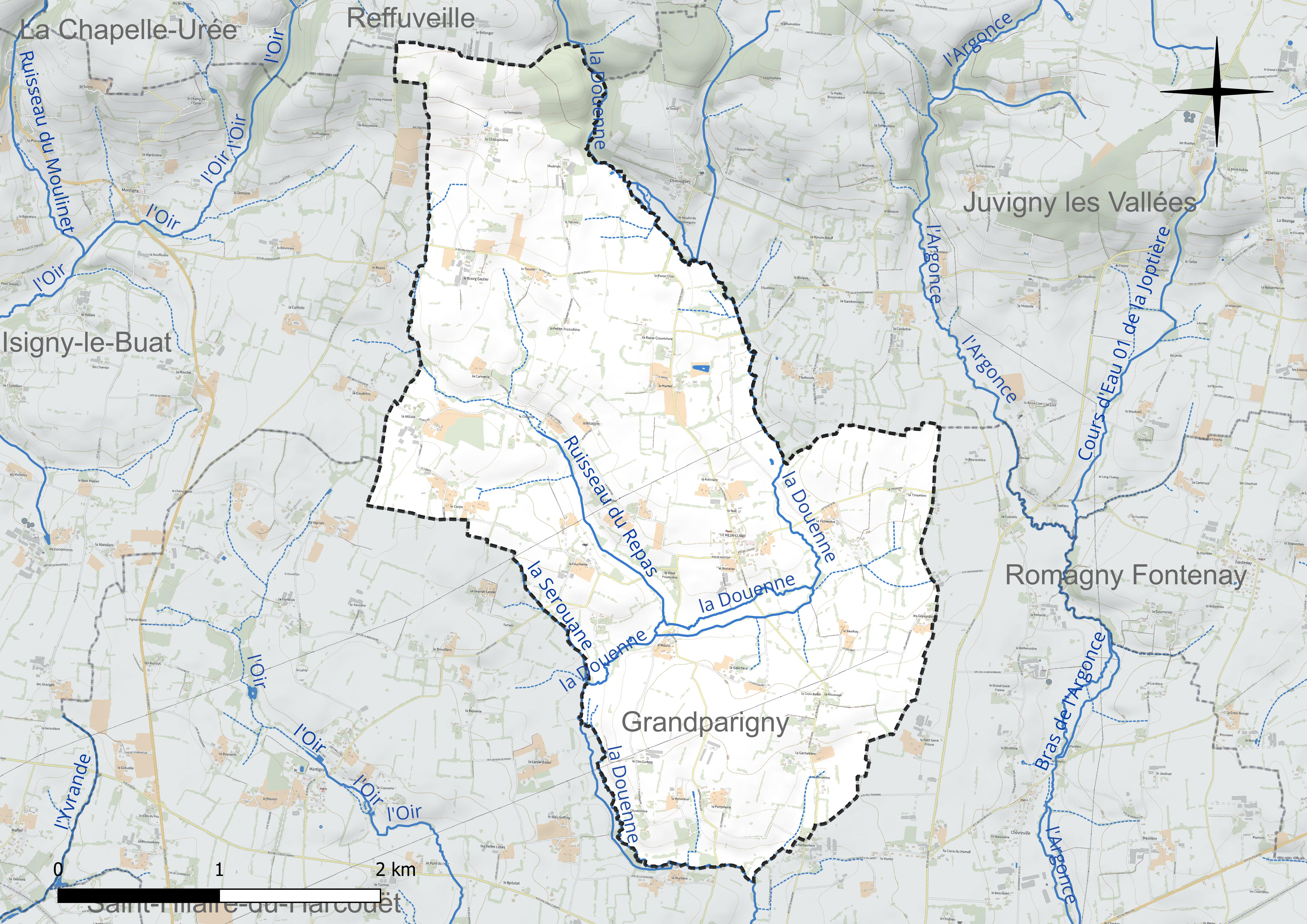
Réseau hydrographique du Mesnillard.

### Climat
Pour des articles plus généraux, voir Climat de la Normandie et Climat de la Manche.
En 2010, le climat de la commune est de type climat océanique franc, selon une étude du CNRS s'appuyant sur une série de données couvrant la période 1971-2000. En 2020, Météo-France publie une typologie des climats de la France métropolitaine dans laquelle la commune est exposée à un climat océanique et est dans la région climatique Bretagne orientale et méridionale, Pays nantais, Vendée, caractérisée par une faible pluviométrie en été et une bonne insolation. Parallèlement le GIEC normand, un groupe régional d’experts sur le climat, différencie quant à lui, dans une étude de 2020, trois grands types de climats pour la région Normandie, nuancés à une échelle plus fine par les facteurs géographiques locaux. La commune est, selon ce zonage, exposée à un « climat contrasté des collines », correspondant au Bocage normand, bien arrosé, voire très arrosé sur les reliefs les plus exposés au flux d’ouest, et frais en raison de l’altitude.
Pour la période 1971-2000, la température annuelle moyenne est de 11 °C, avec une amplitude thermique annuelle de 12,5 °C. Le cumul annuel moyen de précipitations est de 890 mm, avec 13,6 jours de précipitations en janvier et 8,4 jours en juillet. Pour la période 1991-2020, la température moyenne annuelle observée sur la station météorologique la plus proche, située sur la commune de Saint-Hilaire-du-Harcouët à 6 km à vol d'oiseau, est de 11,5 °C et le cumul annuel moyen de précipitations est de 929,5 mm,. Pour l'avenir, les paramètres climatiques de la commune estimés pour 2050 selon différents scénarios d’émission de gaz à effet de serre sont consultables sur un site dédié publié par Météo-France en novembre 2022.

### Milieux naturels et biodiversité
Le Mesnillard compte un bois planté au lieu-dit la Millaie, ainsi qu'un bois au nord (à côté du hameau la Forestière).

## Urbanisme

### Typologie
Au 1er janvier 2024, Le Mesnillard est catégorisée commune rurale à habitat très dispersé, selon la nouvelle grille communale de densité à sept niveaux définie par l'Insee en 2022.
Elle est située hors unité urbaine et hors attraction des villes,.

### Occupation des sols

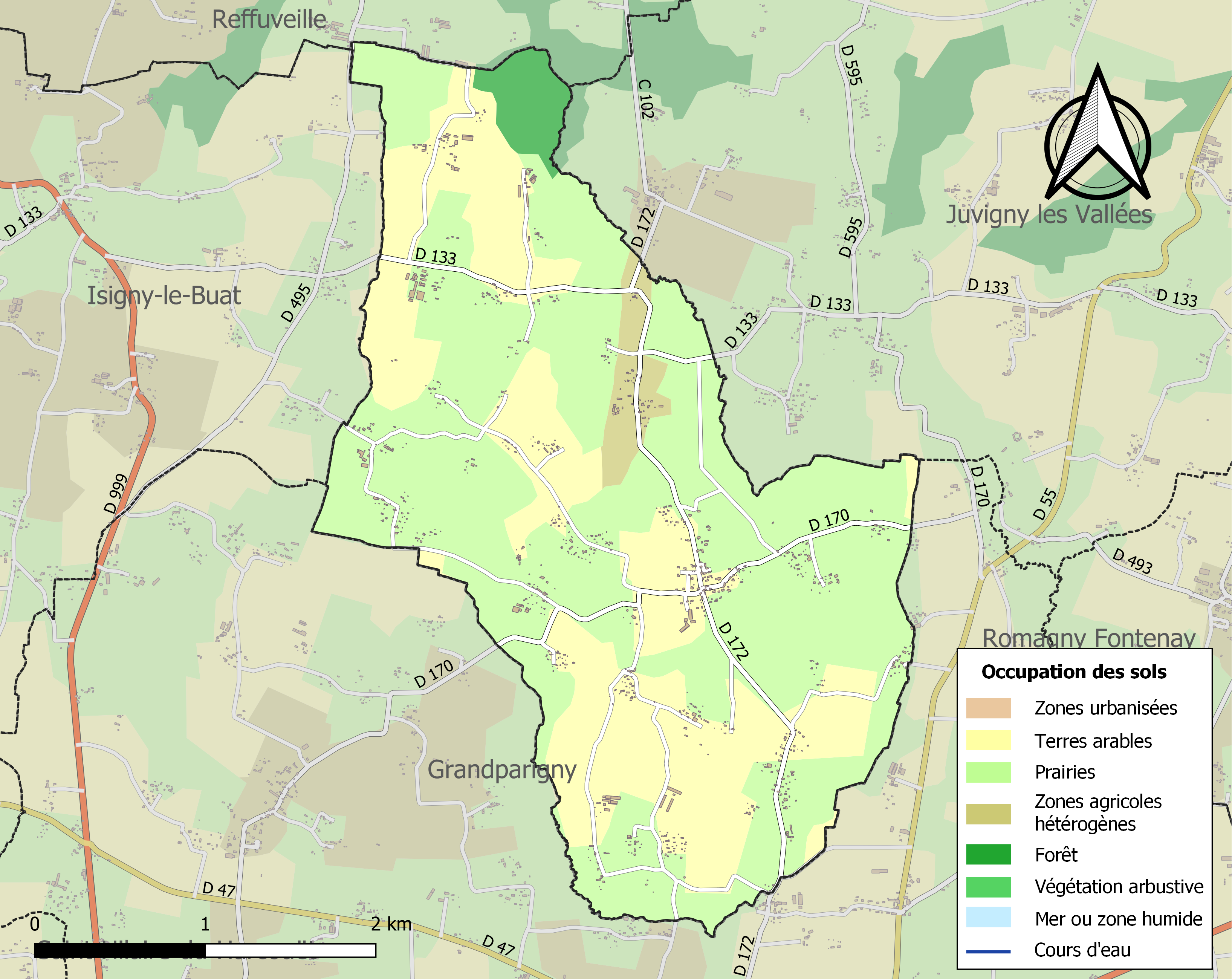
Carte des infrastructures et de l'occupation des sols de la commune en 2018 (CLC).

L'occupation des sols de la commune, telle qu'elle ressort de la base de données européenne d’occupation biophysique des sols Corine Land Cover (CLC), est marquée par l'importance des territoires agricoles (97,5 % en 2018), une proportion identique à celle de 1990 (97,5 %).
La répartition détaillée en 2018 est la suivante : prairies (61,4 %), terres arables (33,2 %), zones agricoles hétérogènes (2,8 %), forêts (2,5 %).
L'évolution de l’occupation des sols de la commune et de ses infrastructures peut être observée sur les différentes représentations cartographiques du territoire : la carte de Cassini (XVIIIe siècle), la carte d'état-major (1820-1866) et les cartes ou photos aériennes de l'IGN pour la période actuelle (1950 à aujourd'hui).

### Lieux-dits, hameaux et écarts
La commune se compose d'un bourg principal (Mesnillard) et de plusieurs écarts; le Domaine, le Vieux Presbytère, le Moulin, la Galichère, la Croix Bellet, la Houssaye, la Gacherie, la Gachetière, la Guilmanière, la Pommerie, le Clos Guibos, la Menneraie, l'Auvernière, la Faucherie (et son château), la Chinière, le Corps, Scierie, la Millaie, le Chevray, la Cannerie, la Ricolière, la Petite Truandière, le Bourg Gautier, la Touche, la Basse Croix, le Fléchet, l'Aubriais, la Chalopinière, la Forestière, la Basse Couverture, le Hamel, la Potinière, la Noë, la Fichetière, la Timonière, les Gresardières, le Saudray.

### Habitat et logement
En 2021, le nombre total de logements dans la commune était de 151, alors qu'il était de 152 en 2016 et de 150 en 2011.
Parmi ces logements, 74,8 % étaient des résidences principales, 6 % des résidences secondaires et 19,2 % des logements vacants. Ces logements étaient pour 98 % d'entre eux des maisons individuelles et pour 0,7 % des appartements.
Le tableau ci-dessous présente la typologie des logements au Mesnillard en 2021 en comparaison avec celle de la Manche et de la France entière. Une caractéristique marquante du parc de logements est ainsi la faible proportion des résidences secondaires et logements occasionnels (6 %) par rapport au département (14,9 %) et à la France entière (9,7 %).
| Typologie                                               | Le Mesnillard | Manche | France entière |
| ------------------------------------------------------- | ------------- | ------ | -------------- |
| Résidences principales (en %)                           | 74,8          | 77,1   | 82,2           |
| Résidences secondaires et logements occasionnels (en %) | 6             | 14,9   | 9,7            |
| Logements vacants (en %)                                | 19,2          | 8      | 8,1            |

## Toponymie
Le nom de la localité est attesté sous la forme Mesnil Eelart en 1210 (nom germanique). À l'origine, la « ferme de Hallart ».

### Microtoponymie
Houssaye, Saudray et Millaie désignaient des lieux plantés respectivement de houx, saules et millets.
Les hameaux en Y-ère/-erie sont des habitats ultérieurs, résultant du développement démographique de la Normandie. Ils désignaient la ferme de la famille Y, fondée sur les nouvelles terres obtenues par les grands défrichements des XIe – XIIIe siècle. Les essarts prennent le nom des défricheurs, suivi de la désinence -erie ou -ière. Les autres hameaux en Hôtel / Maison / Le Y sont des constructions encore plus tardives, ils désignent la ferme de la famille Y.

## Histoire

### Ancien Régime
Le village relevait du comté de Mortain.

#### Circonscriptions administratives avant la Révolution
- Généralité : Caen.
- Élection : Mortain.
- Sergenterie : Corbelin.[réf. nécessaire]

### Époque contemporaine

Le Mesnillard au début du XXe siècle
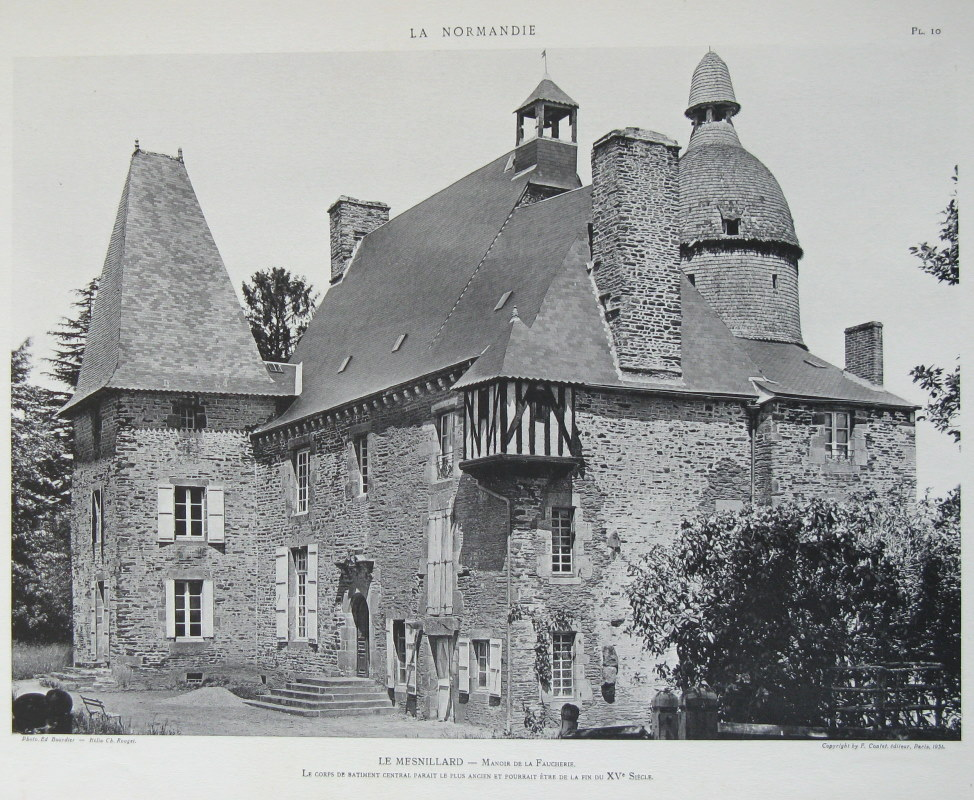
Le manoir de la Faucherie

## Politique et administration

### Rattachements administratifs et électoraux

#### Rattachements administratifs
La commune se trouve depuis 1926 dans l'arrondissement d'Avranches du département de la Manche.
Elle faisait partie depuis 1793 du canton de Saint-Hilaire-du-Harcouët. Dans le cadre du redécoupage cantonal de 2014 en France, cette circonscription administrative territoriale a disparu, et le canton n'est plus qu'une circonscription électorale.

#### Rattachements électoraux
Pour les élections départementales, la commune fait partie depuis 2014 d'un nouveau canton de Saint-Hilaire-du-Harcouët, porté, à sa création, de 12 à 21 communes..
Pour l'élection des députés, elle fait partie de la deuxième circonscription de la Manche.

### Intercommunalité
Le Mesnillard était membre de la communauté de communes de Saint-Hilaire-du-Harcouët, un établissement public de coopération intercommunale (EPCI) à fiscalité propre créé fin 1992 et auquel la commune avait transféré un certain nombre de ses compétences, dans les conditions déterminées par le code général des collectivités territoriales.
Dans le cadre des dispositions de la loi portant nouvelle organisation territoriale de la République du 7 août 2015, qui prévoit que les établissements publics de coopération intercommunale (EPCI) à fiscalité propre doivent avoir un minimum de 15 000 habitants, cette intercommunalité a fusionné avec ses voisines pour former, le 1er janvier 2017, la communauté d'agglomération Mont-Saint-Michel-Normandie, dont est désormais membre la commune.

### Liste des maires
| Période                                  | Période       | Identité                           | Étiquette | Qualité                                  |
| ---------------------------------------- | ------------- | ---------------------------------- | --------- | ---------------------------------------- |
| Les données manquantes sont à compléter. |               |                                    |           |                                          |
|                                          |               |                                    |           |                                          |
| 1876                                     | 1880          | Joseph de Robillard de Beaurepaire |           | Agronome, historien                      |
|                                          |               |                                    |           |                                          |
| 1884                                     | 1906          | Joseph de Robillard de Beaurepaire |           | Agronome, historien                      |
|                                          |               |                                    |           |                                          |
| 1919                                     | 1929          | Jean James                         |           |                                          |
| 1929                                     | 1954          | Henri Malval                       |           | Éleveur Chevalier de la Légion d'honneur |
| 1954                                     | 1977          | René James                         |           |                                          |
| mars 1977                                | mars 2001     | Albert Ronceray                    | SE        | Agriculteur                              |
| mars 2001                                | octobre 2024, | Yves Gérard,                       | SE        | Retraité de menuiserie Démissionnaire    |
| novembre 2024                            | En cours      | Christian Dunaud                   |           | Retraité de la Marine                    |

## Population et société

### Démographie
Le gentilé des habitants est Mesnillardais.

### Évolution démographique
L'évolution du nombre d'habitants est connue à travers les recensements de la population effectués dans la commune depuis 1793. Pour les communes de moins de 10 000 habitants, une enquête de recensement portant sur toute la population est réalisée tous les cinq ans, les populations de référence des années intermédiaires étant quant à elles estimées par interpolation ou extrapolation. Pour la commune, le premier recensement exhaustif entrant dans le cadre du nouveau dispositif a été réalisé en 2008.

En 2022, la commune comptait 251 habitants, en évolution de −7,38 % par rapport à 2016 (Manche : −0,31 %, France hors Mayotte : +2,11 %).
| 1793 | 1800 | 1806 | 1821 | 1831 | 1836 | 1841 | 1846 | 1851 |
| ---- | ---- | ---- | ---- | ---- | ---- | ---- | ---- | ---- |
| 740  | 679  | 807  | 766  | 742  | 742  | 745  | 765  | 728  |

| 1856 | 1861 | 1866 | 1872 | 1876 | 1881 | 1886 | 1891 | 1896 |
| ---- | ---- | ---- | ---- | ---- | ---- | ---- | ---- | ---- |
| 698  | 705  | 668  | 651  | 684  | 702  | 697  | 659  | 603  |

| 1901 | 1906 | 1911 | 1921 | 1926 | 1931 | 1936 | 1946 | 1954 |
| ---- | ---- | ---- | ---- | ---- | ---- | ---- | ---- | ---- |
| 587  | 601  | 550  | 505  | 531  | 545  | 527  | 520  | 468  |

| 1962 | 1968 | 1975 | 1982 | 1990 | 1999 | 2006 | 2008 | 2013 |
| ---- | ---- | ---- | ---- | ---- | ---- | ---- | ---- | ---- |
| 446  | 420  | 359  | 344  | 301  | 271  | 279  | 281  | 279  |

| 2018 | 2022 | - | - | - | - | - | - | - |
| ---- | ---- | - | - | - | - | - | - | - |
| 249  | 251  | - | - | - | - | - | - | - |

## Culture locale et patrimoine

### Lieux et monuments
- Manoir de la Faucherie{{Inscrit MH[1989||partiellement|accord=féminin}}[32] (XVe – XIXe siècle), propriété privée[33].

- Église Saint-Michel (XVIe siècle). Elle abrite une statue de saint Pierre du XVe classée au titre objet aux monuments historiques[34], un maître-autel (XVIIIe), un bénitier (XVIe)[35].

Elle fut restaurée par Michel Julien († 1660), curé du Mesnillard, et créa en 1652 une école paroissiale de garçons et qui portait le nom de « collège ». Un de ses successeurs, François Curey, créa en 1652, une école de filles.
- Croix de cimetière (XVIIe siècle).
- Rives de la Douenne.
- Presbytère.
- Musée du monde rural de Louis Lecapitaine à la Milaie.

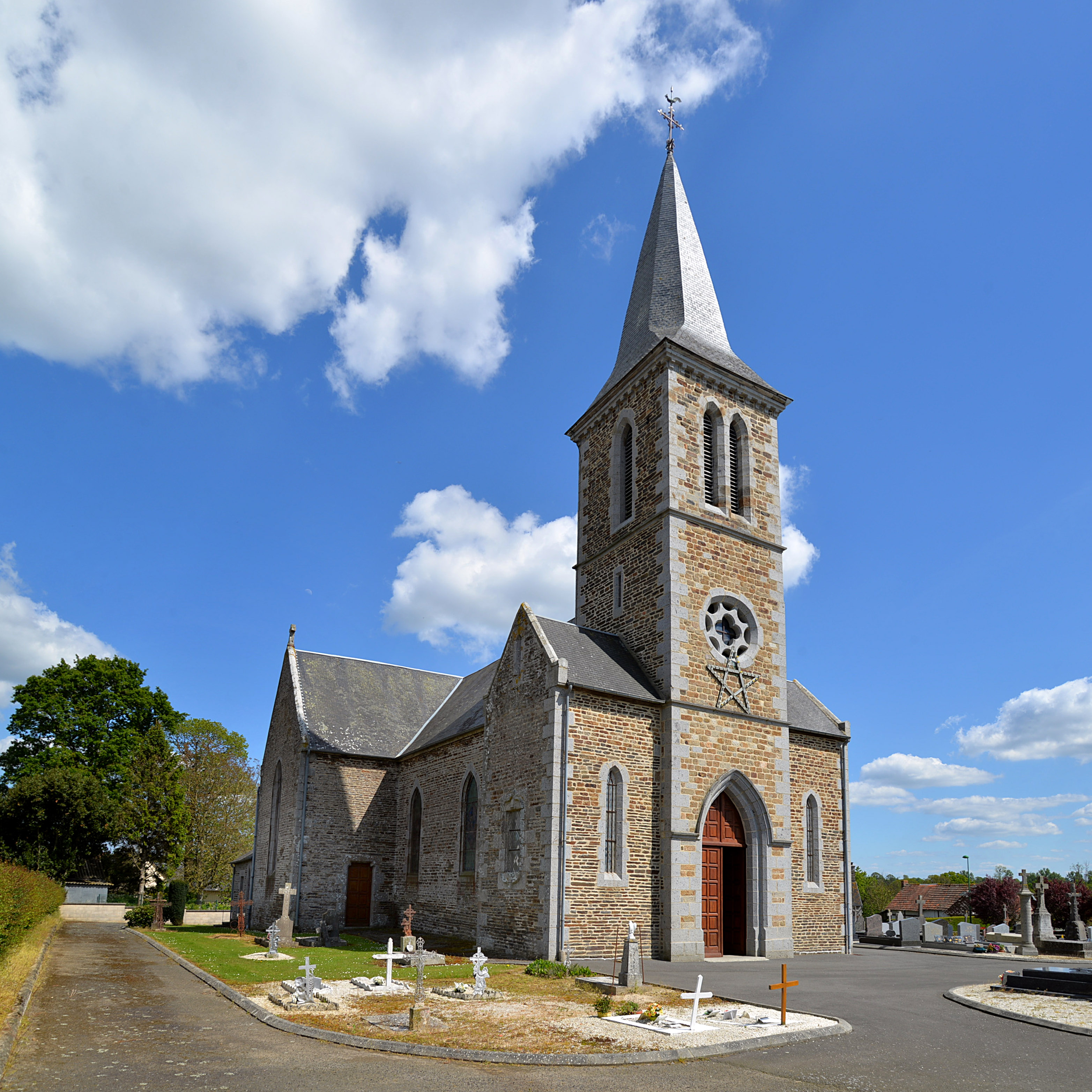
L'église Saint-Michel...
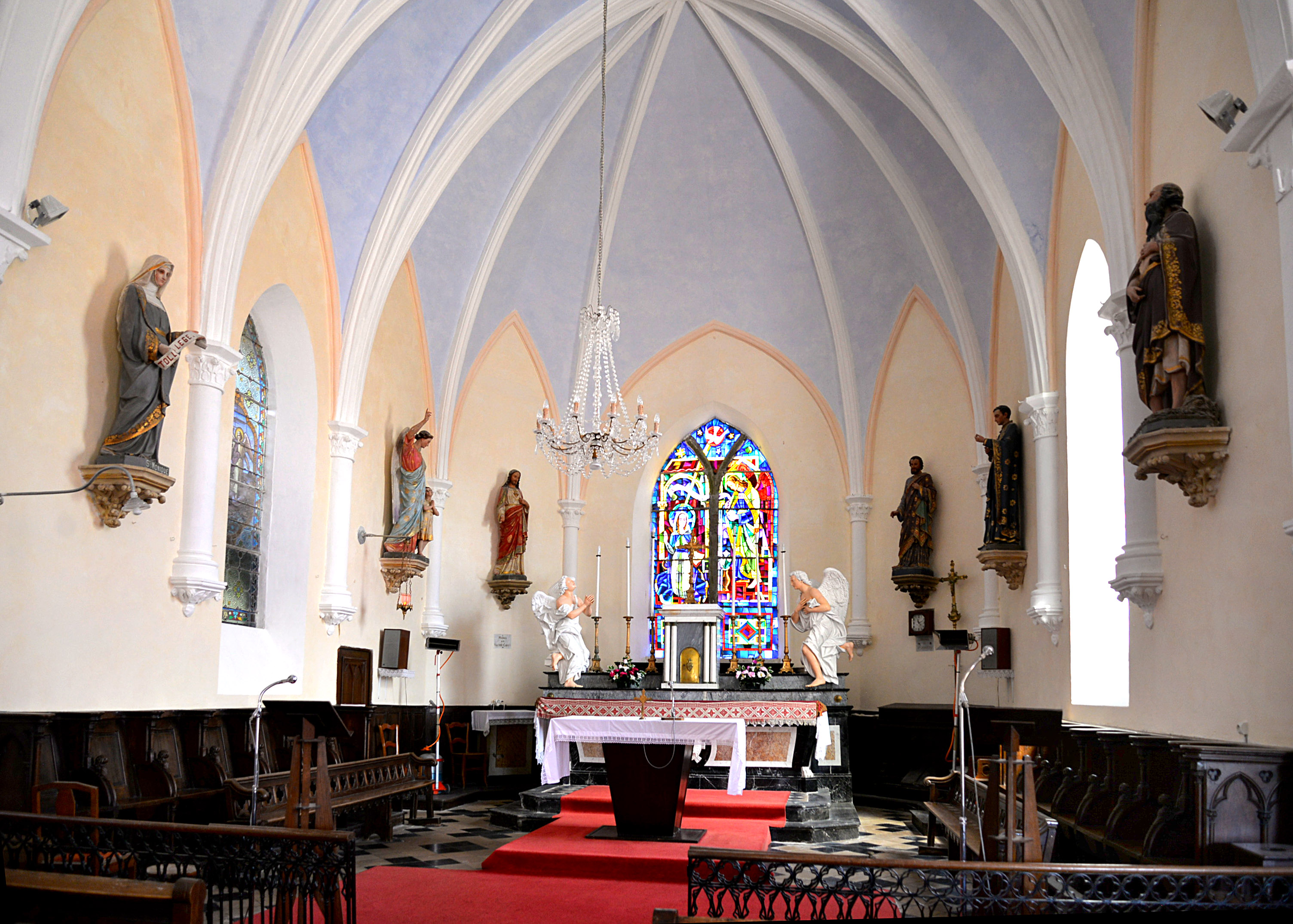
... et son chœur.
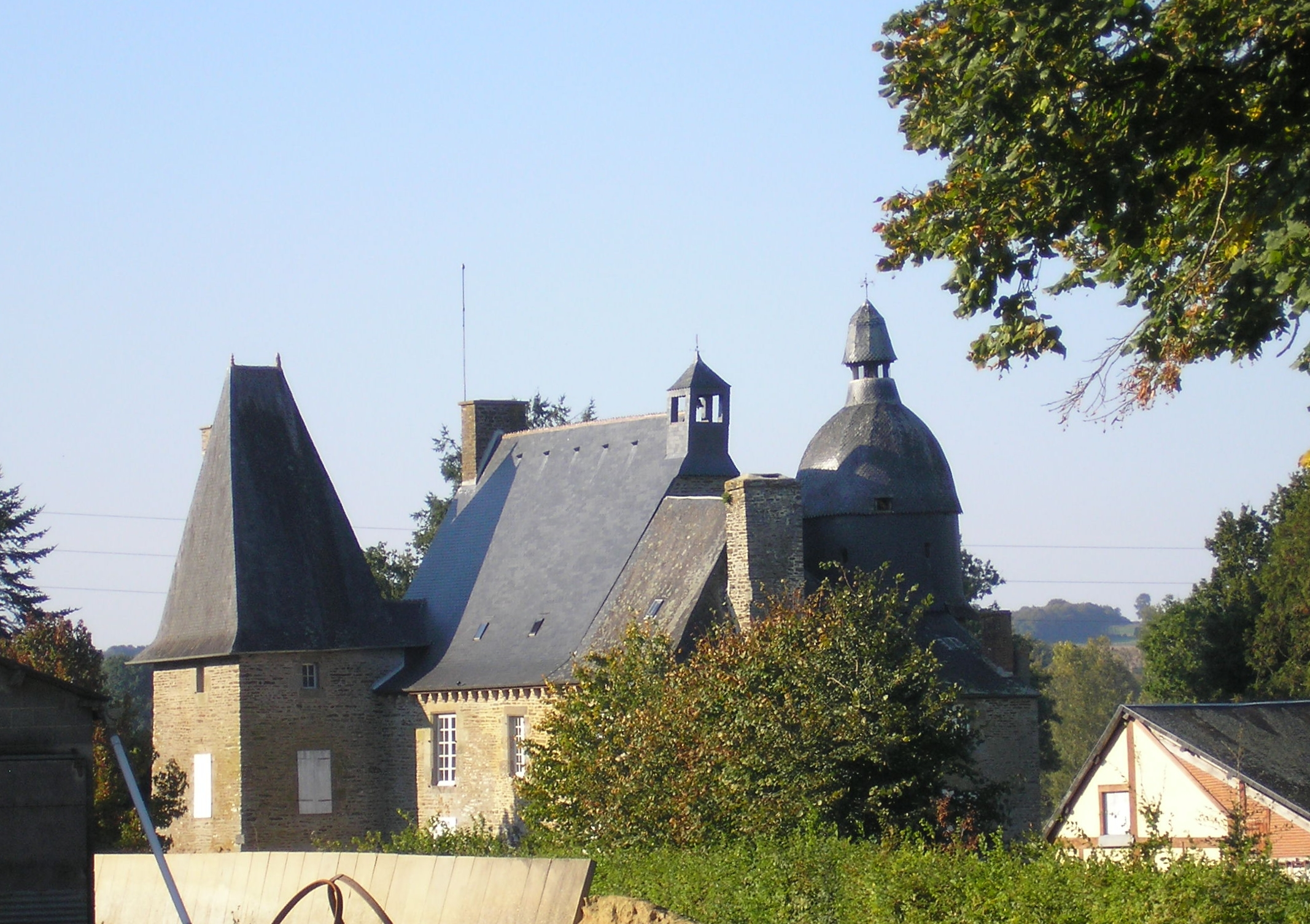
Le manoir de la Faucherie.

## Pour approfondir